# MTV
MTV (inițial acronim de la Music Television) este un post de televiziune din New York, lansat pe 1 august 1981, cu scopul principal de a difuza videoclipuri. Este deținut  în totalitate de compania  Paramount Global. MTV a avut un impact puternic în industria muzicală. Slogane ca „I want my MTV” (tr. „vreau propriul MTV”) și „MTV is here” s-au impregnat în limbajul publicului, iar termenul de VJ (video jockey) a fost popularizat. 
MTV a dat naștere la numeroase alte canale în S.U.A. și nu numai, unele dintre care, ca de exemplu fostul MTV Tempo - acum cunoscut sub numele de TEMPO Networks, au devenit independente. Influența morală a postului MTV asupra tinerilor, inclusiv în probleme legate de cenzură și de activism social, a fost subiectul unor dezbateri intense de-a lungul anilor. Alegerea postului de a se axa și pe programe non-muzicale a fost contestată implacabil încă din anii 1990, demonstrând puternicul impact anterior al programului asupra culturii populare.
Primul videoclip difuzat pe MTV a fost cel al piesei Video Killed the Radio Star.